# Barrage Sfissifa
Le barrage Sfissifa (arabe : سد سفيسيفة) ou barrage Sficifa est un barrage tunisien situé sur l'oued du même nom, en amont, à treize kilomètres au nord de la ville de Sbeïtla. Mis en service en 2005, c'est un ouvrage de régulation des inondations dont le but est le stockage temporaire des apports de crues et leur ré-infiltration pour recharger la nappe phréatique de Sbeïtla.
Le barrage est en remblai à noyau de 31 m de haut et 640 m de long avec une digue de col de 240 m de long. L'évacuateur latéral à seuil libre a une capacité de 1 200 m3/s. 
L'ouvrage de dérivation, d'adduction et de vidange de fond comprend une tour de prise et de vidange d'une hauteur de 25 m, un dalot en béton armé d'une section de 3 x 3,50 m2 sur une longueur de 125 m, et un ouvrage de restitution.